# Barbara Ann Scott
Barbara Ann Scott King (9. maj 1928 i Ottawa – 30. september 2012) var en canadisk kunstskøjteløber, der deltog i de Vinter-OL 1948 i St. Moritz, hvor hun som den første canadier blev olympisk mester i kunstskøjteløb. Hun vandt konkurrencen i single for damer foran Eva Pawlik fra Østrig og britiske Jeannette Altwegg. 
Scott blev endvidere verdensmester i kunstskøjteløb to gange: 1947 og 1948.

## OL-medaljer
- 1948  Schweiz St. Moritz –  Guld i kunstskøjteløb, single damer

## VM-medaljer
- VM 1947 –  Guld i kunstskøjteløb, single damer
- VM 1948 –  Guld i kunstskøjteløb, single damer